# VELVET GARDEN
벨벳 가든(VELVET GARDEN, 일본어: ベルベットガーデン)은 일본의 이인조 음악 그룹이다. 폴리돌 레코드 소속이다.

## 역사
1995년에 결성하여 1996년 10월 28일 폴리돌 레코드 소속으로 데뷔한다. 그러나 멤버 2명의 음악성의 차이에 의해 약 2년 후인 1998년 8월 활동을 중지하고 솔로로 활동하고 있다.

## 멤버
- 이나가키 료코(稲垣涼子)
  - 작사·보컬
- 카와조에 토모히사(川添智久)
  - 작곡

## 디스코그래피
1. Feel Your Heart/夢をとめないでいて (1996년 10월 28일)
  - 오리콘 최고순위 26위, 매상 매수 약 10만매
  - TV 애니메이션 《명탐정 코난》 오프닝 테마로 쓰임
2. ねぇ いいでしょ/Fale Kiss (1997년 3월 12일)
  - 테레비 도쿄계 《개운! 무엇이든 감정단》엔딩 테마로 쓰임
3. プライドになるよ/Come Back (1997년 6월 11일)
  - TBS계 《MAGA 불가사의》 엔딩 테마로 쓰임
4. 白夜の空、約束の大地/サヨナラの言い訳 (1998년 4월 29일)